# Financial Times
Financial Times (FT) je međunarodni poslovni list koji se štampa na za njega karakterističnom ružičastom papiru. Smatra se jednim od najuglednijih listova na svijetu, odnosno najčitanijim među vodećim poslovnim ljudima širom svijeta.

## Kratka povijest
Financial Times prvi put izlazi kao London Financial Guide 9. siječnja 1888., a izdaje ga Horatio Bottomley.  iste godine (13. veljače) preimenovan je u Financial Times. Ispočetka je sebe opisivao kao prijatelja "poštenih financijera i poštovanih mešetara", te sadržavao četiri stranice koje su izlazile u svom londonskom sjedištu. Godine 1893. počeo se tiskati na ružičastom papiru koji je postao njegov zaštitni znak kako bi se razlikovao od svog glavnog suparnika  Financial Newsa (osnovanog 1884.), što je bio jedan od ključeva njegovog uspjeha. Nakon godina borbe s drugim financijski orijentiranim novinama, godine 1945. konačno je preuzeo Financial News, svog posljednjeg suparnika. To se dogodilo kada je Brendan Bracken, vlasnik oba lista, odlučio da ih spoji pod naslovom Financial Times. Financial Times je dugo vremena rangiran kao najbolji svjetski časopis u redovnoj anketi u kojoj sudjeluje 1000 vodećih direktora, političara, sveučilišnih profesora, novinara i marketinških stručnjaka iz 50 zemalja svijeta.

## Vanjske poveznice
- FT.com Službene stranice Financial Timesa, pristupljeno 30. kolovoza 2013.